# Pappus din Alexandria

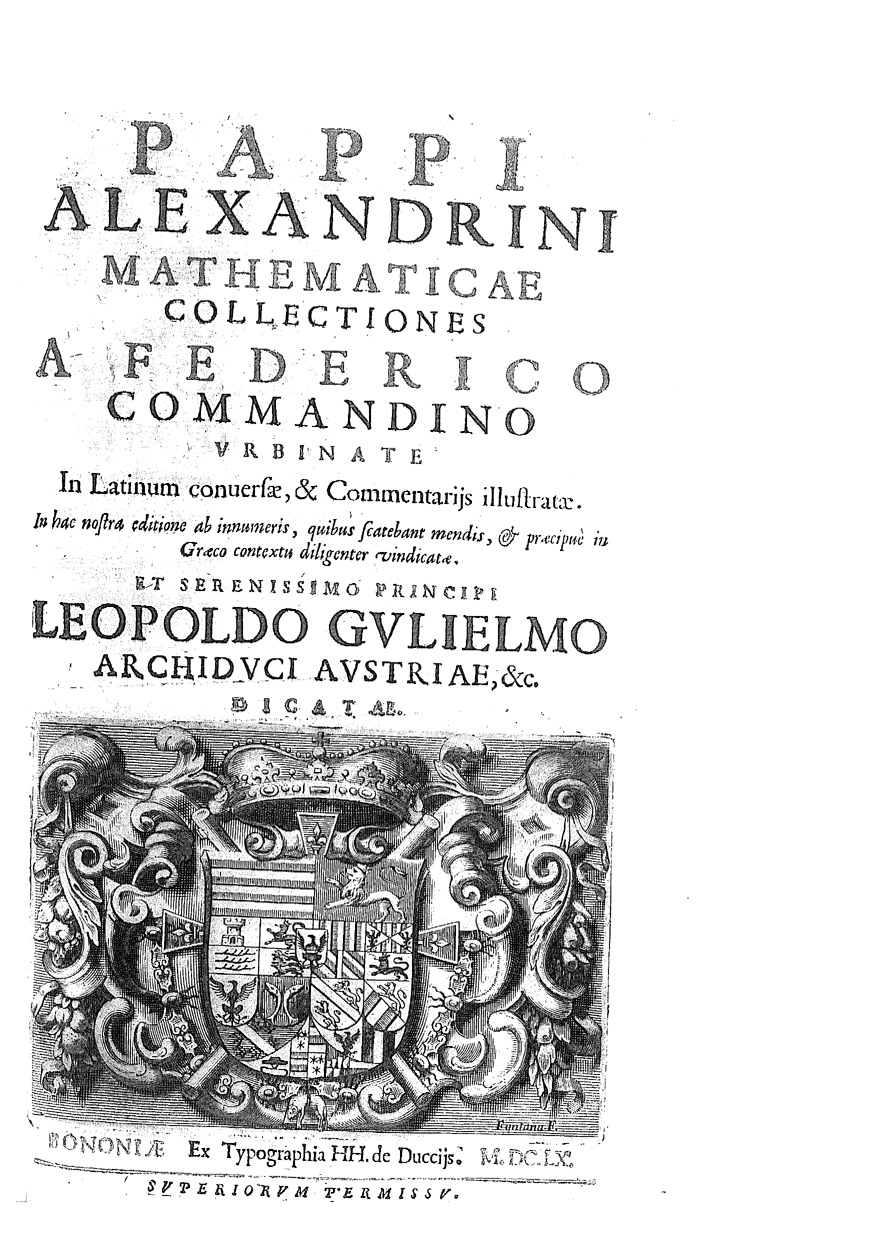
Mathematicae collectiones, 1660

Pappus din Alexandria (în greacă: Πάππος ὁ Ἀλεξανδρεύς) (c. 290 – c. 350) a fost unul dintre ultimii mari matematicieni greci ai antichității.
Contribuțiile sale se înscriu cu precădere în domeniul geometriei.
I se atribuie teorema lui Pappus, din geometria proiectivă.